# Dan Berindei
Dan Berindei (n. 3 noiembrie 1923, București, România – d. 23 decembrie 2021, București, România) a fost un istoric român, licențiat în istorie și filosofie al Universității din București (1945), doctor în istorie (1969), membru titular al Academiei Române (din 1992). Din 1996 a fost președintele Secției de Științe Istorice și Arheologie a Academiei Române. Din 2006 a fost vicepreședinte al Academiei Române.
Dan Berindei a fost colaborator al Securității R.S.R. din anuul 1962, având trista notorietate de a-și fi turnat propriul fiu, pe istoricul și publicistul francez de origine română Mihnea Berindei.

## Biografie
Dan Berindei a fost descendent al voievodului Constantin Brâncoveanu.
A studiat, pentru început, în particular, apoi a urmat Școala „Clemența”, urmată de Liceul „Spiru Haret”, unde a absolvit clasele a VII-a și a VIII-a de liceu într-un singur an, depășindu-și contingentul cu un an. Colegii săi de liceu nu au fost lăsați să intre la facultate ci au fost încorporați și trimiși pe front. Dan Berindei a putut intra la facultate. Apoi, în 1944, au fost încorporați toți studenții, cu excepția celor care intrau în anul IV. El intrând în anul IV a scăpat de trimiterea pe front.
În anul 1945 a absolvit secția de Istorie a Universității din București cu calificativul „magna cum laude“. În același an a publicat primul studiu „Revoluția din 1848 în Franța și tinerii români aflați la Paris“.
Dan Berindei a fost căsătorit din 1945 cu Ioana Berindei, născută Hudiță (1922 - 2008). Fiica lor, Ruxandra Berindei, s-a născut pe 12 aprilie 1951 la închisoarea Văcărești,  mama sa, Ioana Berindei,  fiind atunci deținută politic.
Din 1946 până în 1948 a fost cercetător științific la Institutul de Studii și Cercetări Balcanice iar apoi, între 1948-1952, a fost cercetător în cadrul Institutului de Istorie și Filosofie al Academiei Române.
După îndepărtarea sa abuzivă din cercetarea științifică (1952–1955), într-o perioadă în care soția, soacra, socrul și părinții săi erau închiși pe motive politice, a fost rechemat la Institutul de Istorie „N. Iorga” (1955–mai 1990) din București, fiind succesiv: cercetător, cercetător principal, secretar științific, vicepreședinte al Consiliului științific. Din 1990 a fost profesor asociat la Facultatea de Istorie a Universității din București și profesor la Politehnica din București, unde a predat cursul de Istoria României în context universal și profesor la Universitatea „Hyperion” din București.
În anul 1969, Dan Berindei și-a luat doctoratul în istorie cu teza intitulată „Orașul București, reședință și capitală a Țării Românești (1459–1862)”.
A publicat peste 500 lucrări științifice, din care peste 50 de cărți, în special referitor la istoria politică universală și românească a secolelor XVIII-XX, precum și istoria culturii, printre care volumele Revoluția română din l821 (1991), Societatea românească în vremea lui Carol I (1992), Diplomația românească modernă (1995), Revoluția română din 1848-1849 : Considerații și reflecții (1997), Românii și Europa în perioadele premodernă și modernă (1997) ș.a.
Potrivit notelor de la Securitate, Dan Berindei s-a remarcat printr-o atitudine independentă față de regim, criticând falsurile istorice comise de ideologii perioadei staliniste, atenționând asupra efectelor negative ale suspendării marii majorități a periodicelor de istorie și solicitând creșterea reprezentării istoricilor români la congresele internaționale. I s-a reproșat și „pactizarea cu boierimea”, dar cu timpul, sensibilitatea sa naționalistă a devenit convenabilă pentru regim, astfel că Berindei a oferit asistență prin promovarea șablonului istoric al conducerii de la București. La aceasta a contribuit convergența sensibilităților ideologice care l-au apropiat în tinerețe pe istoric de legionarism, cu tezele național-comuniste în materie de istorie.
Din 1990 a fost membru în biroul Asociației Internaționale de Istorie Contemporană a Europei. Din 1996 a fost membru titular străin al Academiei Poloneze de Științe și Litere și tot din 1996 a fost președinte al Comitetului Național al Istoricilor din România. Din 2004 a fost membru al Consiliului Științific al Institutului Revoluției Române.
În iunie 2013 Dan Berindei a declarat că avea cea mai mare bibliotecă personală de istorie din țară, după cea a lui Iorga, formată din zeci de mii de volume valoroase, pe care le-a strâns în 76 de ani. A informat că va dona întregul fond de carte Bibliotecii Județene „Alexandru și Aristia Aman” din Craiova.
Dan Berindei a murit la 23 decembrie 2021, la vârsta de 98 de ani. A fost înmormântat la Cimitirul Șerban Vodă.

## Colaborarea cu Securitatea
Berindei a fost recrutat ca agent al Securității în anul 1962, figurând sub numele de cod „Băleanu”, din cauza materialului compromițător privind activitatea sa politică din trecut. Materialul compromițător se referea la înscrierea sa într-o organizație legionară în 1940, când avea doar 16 ani, cu trei luni înainte ca Mișcarea Legionară să fie desființată. În ziua de 11 aprilie 1962, a fost recrutat prin constrângere și ulterior interogat cu privire la activitatea sa și legăturile sale cu diverși demnitari și politicieni. A recunoscut că a avut relații apropiate cu cei din F.D.C., a activat în cuibul condus de Mielu Georgescu, a participat la ședințele legionare, a cântat cântece legionare, a cotizat la ajutorul legionar și a fost împreună cu membrii cuibului în Muscel pentru propagandă. Totuși, el a susținut că nu-și dădea seama de scopul real al organizației legionare și a întrerupt orice legătură cu legionarii după asasinarea lui Nicolae Iorga.
A operat în legătură cu Unitatea Militară 0225 a DSS, furnizând 47 de note informative. Acestea se refereau atât la colegii săi de la Institutul de Istorie, cât și la români din exil sau la personal diplomatic. Notele date de el sunt însă pozitive, chiar protective în raport cu cei vizați, inclusiv în raport cu străinii care vizitau Institutul de Istorie, iar informările au un caracter neutru. Numele său este pe lista celor 200 de personalități culturale colaboratori ai Securității dezvăluită în aprilie 2018 de cercetătorul Mădălin Hodor. 
Fiind un eminent istoric român, a fost trimis în străinătate pentru a reprezenta istoriografia românească la diverse conferințe internaționale. Cu toate acestea, comportamentul și acțiunile sale la aceste conferințe au fost adesea ridiculizate de colegii săi occidentali. De exemplu, la cel de-al 11-lea Congres Internațional de Heraldică de la Liège, în 1972, Berindei a prezentat șapte lucrări în afară de a sa. De asemenea, a prezentat lucrări ale altor colegi la cel de-al 10-lea Congres de la Viena și la alte conferințe internaționale. Prezența lui Berindei la aceste conferințe a evidențiat situația istoricilor români care au prezentat lucrări, dar nu au putut participa deoarece au fost împiedicați să părăsească țara. 
Rolul de mesager științific al lui Berindei a sugerat că acesta era un informator al Securității române cu un angajament față de regim. Când Consiliul Național pentru Studierea Arhivelor Securității (CNSAS) a primit dosarele Securității despre Berindei, faptul că exista unul în rețeaua sa nu a surprins pe nimeni. Cu toate acestea, dosarele, împreună cu documentele de supraveghere, demonstrează că relația dintre istoric și Securitate este mult mai complexă decât s-a crezut inițial. 
A căpătat trista notorietate de a-și fi turnat propriul fiu, pe istoricul și publicistul francez de origine română Mihnea Berindei, care devenise vicepreședinte al Ligii pentru Apărarea Drepturilor Omului, organizație a exilului românesc. Mihnea Berindei era considerat drept unul dintre cei mai buni și mai eficienți lideri ai exilului românesc, precum și sufletul Ligii pentru Apărarea Drepturilor Omului în România, de la Paris, conform lui Adrian Niculescu. Acest conflict era o poveste cu o încărcătură simbolică mare. Pentru Securitate, Dan Berindei era important datorită prestigiului său științific, a contribuției sale în cunoașterea istoriei țării noastre din secolul al XIX-lea și a faptului că nu a fost de acord cu acțiunile fiului său împotriva statului român și s-a distanțat de acesta. 
Relațiile dintre tată și fiu au rămas distante, dar spre sfârșitul vieții lui Mihnea Berindei, au devenit mai puțin aspre.

## Scrieri
- Cernovodeanu, Paul și Constantiniu, Florin, ed. (1989), „Urmașii lui Constantin Brâncoveanu și locul lor în societatea românească. Genealogie și istorie”, Constantin Brâncoveanu, București: Editura Academiei Republicii Socialiste România, pp. 275–285
- Portrete istorice ale românilor. Domni, regi, eroi, cărturari, oameni politici, literați., București: Editura Compania, 2009, p. 344, ISBN 978-973-7841-68-1
- Orașul București, reședința și capitala a Țării Românești 1459-1862, 390p., Editura Pro Universitaria, 2013
- Les Roumains en Europe au XIXe siècle. Études et essais historiques,Editura Academiei Romane, 2008 ISBN 978-973-27-1626-7